# Comité Paralímpico de la República de Bielorrusia
El Comité Paralímpico de la República de Bielorrusia es el comité paralímpico nacional que representa a Bielorrusia. Esta organización es la responsable de las actividades deportivas paralímpicas en el país. Es miembro del Comité Paralímpico Internacional y del Comité Paralímpico Europeo.